# آبچلیک
آبچلیک‌ها پرندگانی آبچر نسبتاً اجتماعی هستند و بعضی از آن‌ها گله‌های بزرگ تشکیل می‌دهند. نر و مادهٔ آن‌ها هم‌شکل است.
این پرندگان به تیرهٔ آبچلیکان (Scolopacidae) تعلق دارند که تیره‌ای از راستهٔ سلیم‌سانان با جثهٔ کوچک یا متوسط و پاهای کوتاه یا بلند است.
آبچلیک پرنده‌ای با پاهای به نسبت بلند یا خیلی بلند، بال‌های دراز که به‌طور معمول نوک‌تیز و زاویه‌دار است و منقار دراز و باریک که ممکن است راست یا خمیده باشد. پر و بال آن‌ها اغلب در تابستان و زمستان متفاوت است نوار بالی و طرح دمگاه و دم در تشخیص آن‌ها اهمیت زیادی دارد. بیشتر آن‌ها مهاجرند و تابستان‌ها را در سواحل جنوب منطقه زاد و ولد خود می‌گذرانند. این پرنده در منطقه آذربایجان به اسم چیلیک بورون معروف می‌باشد.
معمولاً روی زمین آشیانه می‌سازند. جوجه آن‌ها پوشیده از کرک‌پر است و پس از خروج از تخم می‌توانند فعالیت کنند. غذایشان شامل مواد مختلف جانوری و برخی مواد گیاهی است.

## چگونگی نام‌گذاری
واژه آبچلیک در واقع برگرفته از واژه اوچِلیک در زبان مازندرانی است.

## گونه‌های آبچلیک
- آبچلیک تک‌زی
- آبچلیک خالدار
- آبچلیک آوازخوان
- آبچلیک زوزه‌گرگی

## نگارخانه

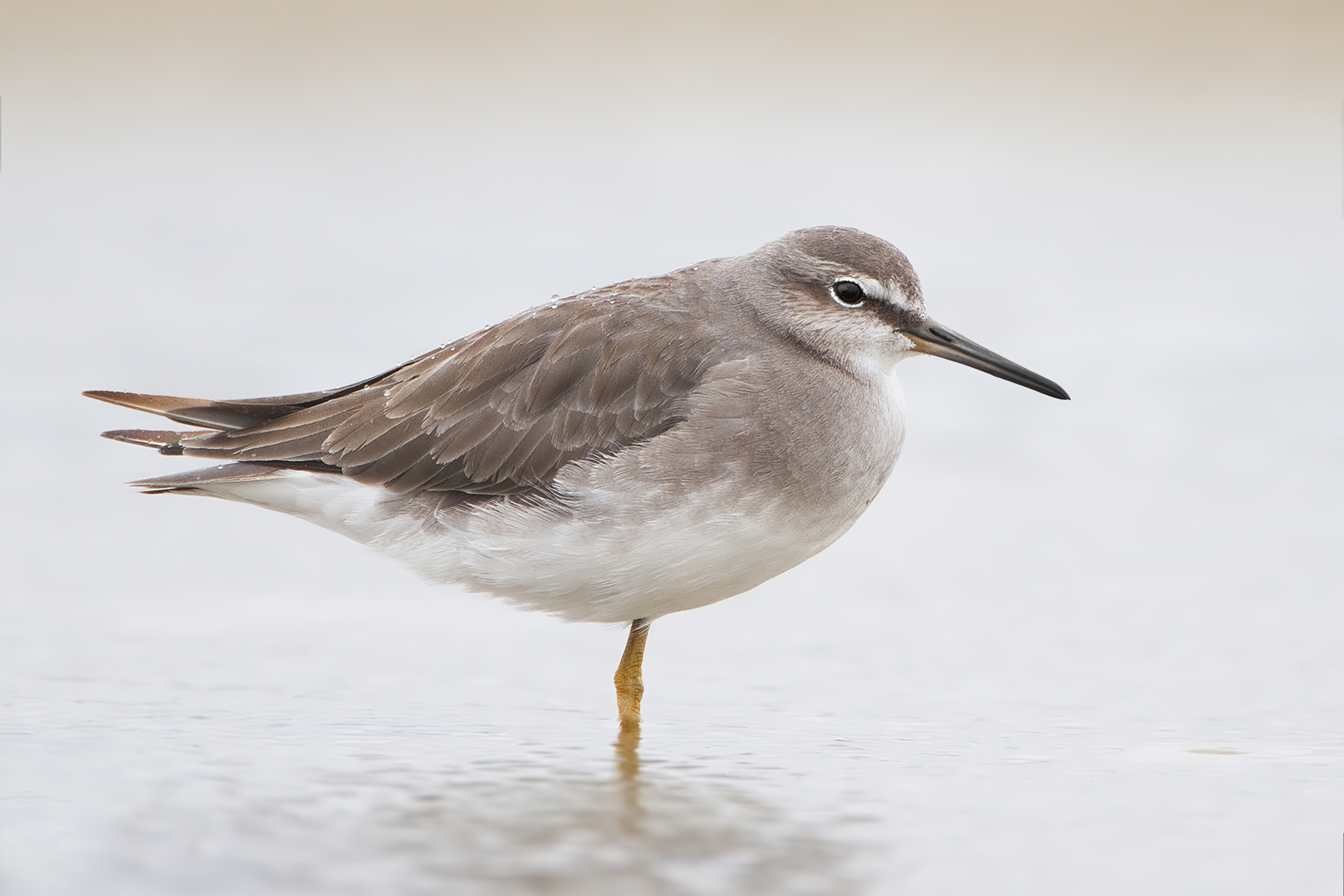
تاتلر دم‌خاکستری